# Malena Solda
Malena Solda (Buenos Aires; 1 de junio de 1977) es una actriz y directora argentina. Comenzó su carrera en la televisión en el programa para adolescentes Montaña rusa. Desde 1994 trabaja en diversos programas de televisión, obras de teatro y cine.

## Biografía
Malena Solda estudió teatro desde los 9 años, en la escuela de Hugo Midón. 

## Carrera
A los 16 años, en 1994, tuvo su debut televisivo como "Silvana" en la telenovela Montaña rusa, con gran éxito de público en sus dos temporadas. Durante 1998 y 1999 formó parte del elenco de la tira costumbrista Gasoleros. En 2000, actuó en el unitario Tiempo final. En ese año también se produce su debut en cine con un doble rol en la película Nueces para el amor, dirigida por Alberto Lecchi y protagonizada por Ariadna Gil y Gastón Pauls, la misma le valió los premios Cóndor de Plata y Volver, como Revelación en Cine. Ese mismo año filma Ojos que no ven de Beda Docampo Feijóo y graba la comedia Buenos vecinos con producción de Ideas del Sur y Telefe, junto a Moria Casán, Hugo Arana y Facundo Arana.
En 2001, y luego de pasar por el teatro independiente de Buenos Aires durante varias temporadas, estrenó Una bestia en la luna, de Richard Kalinoski, con dirección de Manuel Iedbabvni. Por esta obra ganó premios como el Premio ACE, Estrella de Mar y Premio Clarín en la categoría Mejor Actriz Dramática de Teatro. Con esta puesta en escena hizo temporadas teatrales en Mar del Plata, varias provincias argentinas, Montevideo y Bogotá. En el año 2002, participó en un capítulo de la serie Los simuladores. En ese mismo año interpretó a una profesora de matemática en la serie juvenil Rebelde Way. En 2003 se puso en el papel de Maite Heredia en la telenovela de El Trece llamada Soy gitano. 
En 2004 protagonizó junto a Joaquín Furriel la telenovela Jesús, el heredero, producida por Raúl Lecouna. Entre 2005 y 2006 realizó un posgrado en Teatro Clásico, en la academia londinense LAMDA (London Academy of Music & Dramatic Arts), apadrinada por el actor Alan Rickman. Allí estudió los períodos de teatro ingleses Isabelino (1558-1625), Jacobino (1625-1642) y de la Restauración (1660-1685), interpreta papeles shakesperianos como el de "Viola" en Noche de Reyes, «Julieta» en Romeo y Julieta y «Lady Anne» en Ricardo III. Completa su formación en LAMDA en otras disciplinas como canto y coro (de los mismos períodos históricos), danzas históricas de la corte, lucha escénica con armas y sin armas; clown, máscara neutra, técnica de la voz, técnica Alexander, flamenco y tap. A su regreso, trabajó en el unitario Mujeres asesinas en los capítulos: Mónica, acorralada como "Mónica", y en 2007 en Sonia, desalmada como "Marcela". En 2007 filma Cordero de Dios, de Lucía Cedrón, trabajo por el que le otorgan los premios Sur, Clarín, Cóndor de Plata y Tandil Cine a la Mejor Actriz de Reparto de 2007. En el mismo año actuó en el ciclo de unitarios Televisión por la identidad. 
Entre 2007 y 2009 encabezó elencos del teatro San Martín de Buenos Aires en tres temporadas consecutivas. Protagonizó La Celestina, de Fernando de Rojas; Tres hermanas, de Antón Chéjov y Marat Sade, de Peter Weiss. En 2008 protagonizó junto a Carlos Portaluppi la serie de televisión Guita fácil e hizo un cameo en la serie Todos contra Juan. A finales de ese año interpretó a Luciana Octaviano en Don Juan y su bella dama. El 27 de septiembre de 2011 salió al aire su participación en Historias de la primera vez, unitario de América, en donde interpretó a Sonia que es la vecina del personaje principal llamada Norma (Mónica Scapparone), Sonia ayuda a Norma a conquistar a un hombre llamado Román (Luis Machín); el primer episodio se titula "La primera vez en el amor". En teatro trabaja en el Centro Cultural Konex en dos temporadas seguidas con Inventarios de Phillipe Minnyana y Blackbird de David Harrower, dirigida por Alejandro Tantanian. Por dicho rol le otorgan el premio ACE a la mejor actriz protagónica. En 2012 graba la miniserie Las huellas del secretario, dirigida por Matías Bertilotti y protagonizada por Peto Menahem mientras protagoniza en el Teatro Nacional Cervantes la obra de Federico García Lorca Yerma, en su rol principal. 
En 2013 trabaja en la obra de teatro 33 variaciones, protagonizada por Marilu Marini y Lito Cruz. Hace temporadas en el teatro Metropolitana de la Ciudad de Buenos Aires durante 2013 y 2014. Ese mismo año filma El karma de Carmen, protagonizando el film de Rodolfo Durán. En 2015 estrena en el Teatro Cervantes Así es la vida, en el teatro Cervantes, con el protagónico de Roberto Carnaghi, Mario Alarcon y Rita Terranova. En enero de 2016 sale al aire Los ricos no piden permiso donde Solda interpreta a Marisol Falcón, que luego pasa a llevar el apellido Villalba, de la familia protagonista, su personaje en la novela comienza siendo una mucama y termina casándose con uno de sus patrones pasando a ser la nueva patrona y realiza su primer personaje semi-antagónico en una telenovela.
En 2017 realizó la obra de teatro Esperando la carroza con Viviana Saccone, Ingrid Pelicori, Gonzalo Urtizberea y Marcelo Mazzarello. En televisión protagoniza en la versión argentina de Cuéntame como pasó por la TV Pública, quien es la pareja principal de Nicolás Cabré. Forma parte del colectivo teatral Teatro x la identidad desde 2000. A partir de 2012 durante varios años llevó adelante de manera independiente el espectáculo teatral y musical La Rosa de maravilla junto a Miguel de Olaso  y Víctor Torres basado en textos de Federico García Lorca, Lope de Vega y William Shakespeare, entre otros.

## Televisión
| Año       | Título                                 | Personaje                                 | Rol                                     | Canal           |
| --------- | -------------------------------------- | ----------------------------------------- | --------------------------------------- | --------------- |
| 1994-1995 | Montaña rusa                           | Silvana                                   | Elenco Principal                        | El Trece        |
| 1996      | El último verano                       | Verónica                                  | Elenco Principal                        | El Trece        |
| 1997      | Carola Casini                          | Anabella                                  | Elenco Principal                        | El Trece        |
| 1997      | Verdad consecuencia                    | Olivia Piniatello                         | Elenco Secundario                       | El Trece        |
| 1997      | Archivo Negro                          | Abogada                                   | Participación especial                  | El Trece        |
| 1998-1999 | Gasoleros                              | Luciana Nieto                             | Protagonista                            | El Trece        |
| 1999-2000 | Buenos vecinos                         | Jimena Pinillos                           | Protagonista                            | Telefe          |
| 2002      | Tiempo final 3                         | Ana                                       | Episodio 49: "La despedida"             | Telefe          |
| 2002      | Rebelde Way                            | Renata Miguens                            | Antagonista                             | Canal 9         |
| 2002      | Los simuladores                        | Natalia                                   | Episodio 12: "Marcela & Paul"           | Telefe          |
| 2003-2004 | Soy gitano                             | Maite Heredia                             | Protagonista                            | El Trece        |
| 2004      | Jesús, el heredero                     | Pilar Sánchez Alé                         | Protagonista                            | El Trece        |
| 2005      | History of Prostitution                | Emperatriz Teodora                        | Participación especial                  | World of Wonder |
| 2006      | Mujeres asesinas 2                     | Mónica                                    | Episodio 29: "Mónica, acorralada"       | El Trece        |
| 2007      | Mujeres asesinas 3                     | Marcela                                   | Episodio 5: "Sonia, desalmada"          | El Trece        |
| 2007      | Televisión por la identidad            | Mirta Britos                              | Episodio 1: "Tatiana"                   | Telefe          |
| 2008      | Todos contra Juan                      | Ella misma                                | Participación Especial                  | América TV      |
| 2008      | Don Juan y su bella dama               | Luciana Octaviano                         | Elenco Principal                        | Telefe          |
| 2009      | Obra en construcción: La vida es sueño | Narradora                                 | Programa especial                       | Canal (á)       |
| 2009      | Huellas. Arte argentino II             | Voz en off                                | Programa especial                       | Encuentro       |
| 2011      | Historias de la primera vez            | Sonia                                     | Episodio 1: "La primera vez en el amor" | América TV      |
| 2011      | Víndica                                | Rocío                                     | Episodio 6: "Muñecas"                   | América TV      |
| 2013      | Las huellas del secretario             | Camila Álvarez                            | Protagonista                            | TV Pública      |
| 2016      | Los ricos no piden permiso             | Marisol Falcón de Villalba                | Protagonista                            | El Trece        |
| 2017      | La Fragilidad de los Cuerpos           | Mariana                                   | Protagonista                            | El Trece        |
| 2017      | Cuéntame cómo pasó                     | Mercedes "Mecha" Pérez Torres de Martínez | Protagonista                            | TV Pública      |
| 2023      | Argentina, tierra de amor y venganza   | Ethel de Hilowitz                         | Antagonista                             | Canal Trece     |
| 2023      | Diciembre 2001                         | Silvana                                   | Coprotagonista                          | Star+           |

## Filmografía
| Año  | Película                           | Personaje                | Director                   |
| ---- | ---------------------------------- | ------------------------ | -------------------------- |
| 2000 | Ojos que no ven                    | Clara                    | Beda Docampo Feijóo        |
| 2000 | Nueces para el amor                | Cecilia / Alicia (Joven) | Alberto Lecchi             |
| 2001 | El transcurso de las cosas         | Elisa                    | Esteban Menis              |
| 2002 | De cómo Bukowski                   | Andrea                   | Diego Núñez Irigoyen       |
| 2002 | Los fusiladitos                    | Periodista               | Cecilia Miljiker           |
| 2002 | Costo argentino. Historia: Urbanas | Andrea                   | Mercedes González del Sola |
| 2007 | Cordero de Dios                    | Teresa                   | Lucía Cedrón               |
| 2009 | Juntos para siempre                | Lucía                    | Pablo Solarz               |
| 2010 | La mala verdad                     | Sara                     | Miguel Ángel Rocca         |
| 2013 | Cuando yo te vuelva a ver          | Valeria                  | Rodolfo Durán              |
| 2014 | El karma de Carmen                 | Carmen                   | Rodolfo Durán              |
| 2019 | Yo, mi mujer y mi mujer muerta     | Eli                      | Santi Amodeo               |
| 2024 | El señor de las ballenas           | Diana                    | Alex Tossenberger          |

| Año  | Cortometraje       | Personaje | Director             |
| ---- | ------------------ | --------- | -------------------- |
| 2000 | Closer             | Alicia    | Silvia Montanari     |
| 2015 | La intrusa         | Bianca    | Guadalupe Gaona      |
| 2016 | Tal vez la próxima | Juana     | Delfina Jaureguialzo |

## Premios y nominaciones
| Año  | Premio                  | Categoría                | Por                   | Resultado |
| ---- | ----------------------- | ------------------------ | --------------------- | --------- |
| 2001 | Premios Volver          | Mejor actriz protagónica | Nueces para el amor   | Ganadora  |
| 2001 | Premios Cóndor de Plata | Revelación femenina      | Nueces para el amor   | Ganadora  |
| 2002 | Premios ACE             | Revelación femenina      | Una Bestia en la Luna | Ganadora  |
| 2002 | Premios Clarín          | Mejor actriz protagónica | Una Bestia en la Luna | Ganadora  |
| 2002 | Premios Estrella de Mar | Mejor actriz protagónica | Una Bestia en la Luna | Ganadora  |
| 2008 | Premios Clarín          | Mejor actriz de teatro   | Tres hermanas         | Nominada  |
| 2008 | Premios Clarín          | Mejor actriz de reparto  | Cordero de Dios       | Ganadora  |
| 2009 | Premios Cóndor de Plata | Mejor actriz de reparto  | Cordero de Dios       | Ganadora  |